# Нові Тукмакли
Нові Тукмакли́ (рос. Новые Тукмаклы, башк. Яңы Туҡмаҡлы) — село у складі Кушнаренковського району Башкортостану, Росія. Входить до складу Старотукмаклинської сільської ради.
Населення — 197 осіб (2010; 183 у 2002).
Національний склад:
- башкири — 76 %